# Liste der Naturdenkmale in Waldkirch
| Naturdenkmale | Anzahl |
| ------------- | ------ |
| FND           | 1      |
| END           | 12     |
| Gesamt        | 13     |

Die Liste der Naturdenkmale in Waldkirch nennt die verordneten Naturdenkmale (ND) der im baden-württembergischen Landkreis Emmendingen liegenden Stadt Waldkirch. In Waldkirch gibt es insgesamt dreizehn als Naturdenkmal geschützte Objekte, davon ein flächenhaftes Naturdenkmal (FND) und zwölf Einzelgebilde-Naturdenkmale (END).
Stand: 1. November 2016.

## Flächenhafte Naturdenkmale (FND)
| Name                     | Bild | Kennung     | Einzelheiten          | Position | Fläche Hektar | Datum         |
| ------------------------ | ---- | ----------- | --------------------- | -------- | ------------- | ------------- |
| Hochmoor auf dem Kandel  | BW   | 83160560007 | Simonswald, Waldkirch | ⊙        | 1,2           | 12. Jan. 1969 |
| Legende für Naturdenkmal |      |             |                       |          |               |               |

## Einzelgebilde (END)
| Name                     | Bild | Kennung     | Einzelheiten | Position | Fläche Hektar | Datum         |
| ------------------------ | ---- | ----------- | ------------ | -------- | ------------- | ------------- |
| Eiben (3)                |      | 83160560008 | Waldkirch    | ???      | 0,0           | 27. Okt. 1954 |
| Platanenallee (27)       |      | 83160560002 | Waldkirch    | ???      | 0,0           | 13. Feb. 1940 |
| Wachteiche               |      | 83160560009 | Waldkirch    | ???      | 0,0           | 27. Okt. 1954 |
| 1 Esche                  | BW   | 83160560019 | Waldkirch    | ⊙        | 0,0           | 13. Juli 1995 |
| 1 Esskastanie            |      | 83160560003 | Waldkirch    | ???      | 0,0           | 30. Okt. 1978 |
| 1 Linde Elzsteg-Linde    |      | 83160560007 | Waldkirch    | ???      | 0,0           | 13. Feb. 1940 |
| 1 Sommerlinde            | BW   | 83160560013 | Waldkirch    | ⊙        | 0,0           | 13. Juli 1995 |
| 1 Spitzahorn             | BW   | 83160560018 | Waldkirch    | ⊙        | 0,0           | 13. Juli 1995 |
| 1 Walnuss                | BW   | 83160560020 | Waldkirch    | ⊙        | 0,0           | 13. Juli 1995 |
| 1 Winterlinde            | BW   | 83160560015 | Waldkirch    | ⊙        | 0,0           | 13. Juli 1995 |
| 16 Buchen                |      | 83160560010 | Waldkirch    | ???      | 0,0           | 27. Okt. 1954 |
| 2 Winterlinden           | BW   | 83160560021 | Waldkirch    | ⊙        | 0,0           | 13. Juli 1995 |
| Legende für Naturdenkmal |      |             |              |          |               |               |